# 伊利亞·史柏蘇耶域治
伊利亞·史柏蘇耶域治（Ilija Spasojević，1987年9月11日—），生於南斯拉夫巴爾，黑山足球運動員，司職前鋒，現時效力印尼超級聯賽球會峇里聯。

## 國際賽生涯
史柏蘇耶域治是前南斯拉夫U17、南斯拉夫U19及塞爾維亞/黑山U21成員，直到2006年，史柏蘇耶域治在黑山獨立後於2007年選擇接受黑山U21國家隊的徵召。.直到2017年10月，史柏蘇耶域治正式獲得印尼國籍，並在11月18日不敵敘利亞U23國家隊的非官方友誼賽時，首度代表印尼國家隊上陣，一星期後，他在11月25日圭亞那國家隊的國際友誼賽，首度代表印尼於國際A級賽亮相，結果他在梅開二度下帶領印尼以2–1勝出。

## 家庭生活
史柏蘇耶域治能說流利的英語、西班牙語、俄語、印尼語及馬來西亞語，他與印尼妻子結婚，兒子Dragan於2014年11月28日出生，女兒Irina則於2017年2月27日出生，而兩個孩子都是印尼公民。

## 榮譽
萬隆
- 總統盃冠軍（英语：2015 Turkish Super Cup）（2015年）

馬六甲聯
- 馬來西亞甲級聯賽冠軍（英语：2016 Malaysia Premier League）（2016年）

第比利斯戴拿模
- 格魯吉亞超級聯賽冠軍（英语：2007–08 Umaglesi Liga）（2007–08季度）
- 格魯吉亞盃冠軍（英语：2008–09 Georgian Cup）（2008–09季度）
- 格魯吉亞超級盃冠軍（2008年）

個人
- PFAM每月最佳球員（英语：PFAM Player of the Month）（2016年）[5]
- 馬來西亞甲級聯賽金靴獎（2016年）
- 馬來西亞聯賽金靴獎（英语：Malaysian League）（2016年）

## 外部連結
- Ilija Spasojević（页面存档备份，存于）